# 킴벌리 스튜어드
킴벌리 스튜어드(영어: Kimberly Steward)는 미국의 영화 프로듀서이다. 아카데미상 후보작 영화 《맨체스터 바이 더 씨》(2016)를 제작했다. 아버지인 데이비드 스튜어드는 억만장자 기업가이다.